# Йохан Лудвиг I фон Зулц
Йохан Лудвиг I фон Зулц (на немски: Johann Ludwig I von Sulz; * ок. 1500; † сл. 9 ноември 1544/1566, или † 1547) от рода на графовете на Зулц, е ландграф в Клетгау (1535 – 1547), господар на Вадуц (Лихтенщайн), Шеленберг и Блуменег, испански съветник и щатхалтер на Предна Австрия.

## Биография
Той е син на Рудолф V фон Зулц (1478 – 1535) и съпругата му Маргарета фон Валдбург-Зоненберг (1483 – 1546), дъщеря на имперски граф Еберхард II фон Валдбург-Зоненберг († 1483) и графиня Анна фон Фюрстенберг († 1522). Сестра му Пракседис фон Зулц († 14 април 1521) се омъжва през 1514 г. за граф Георг I фон Хоенлое-Валденбург (1488 – 1551).
Йохан Лудвиг построява новия дворец Тинген до разрушения през швейцарската война стар дворец. След Селската война той отново скъпо окрепява замъка Кюсабург в Клетгау.
Погребан е в Тинген.

## Фамилия
Йохан Лудвиг I фон Зулц се жени на 16 ноември 1523 г. в Алткирх за Елизабет фон Цвайбрюкен-Лихтенберг(* 4 ноември 1504; † 8 март 1575), дъщеря на граф Райнхард фон Цвайбрюкен, господар на Цвайбрюкен-Бич-Лихтенберг († 1532) и вилдграфиня Анна фон Даун († 1541). Те имат децата:
- Вилхелм († 1565), граф на Зулц, байлиф на Люцелщайн, женен на 4 декември 1548 г. за Мария Клеофа фон Баден (* септември 1515; † 28 август 1580), дъщеря на маркграф Ернст фон Баден-Пфорцхайм-Дурлах († 1553) и Елизабет фон Бранденбург-Ансбах-Кулмбах († 1518)
- Рудолф († 1552), женен на 9 февруари 1550 г. в Ингвайлер, Елзас за Мария фон Хоенщайн († 24 август 1565), дъщеря на граф Ернст V фон Хонщайн-Клетенберг († 1552) и Анна фон Бентхайм († 1559)
- Алвиг фон Зулц († 1572), женен 1530 или на 7 декември 1556 г. във Визенщайг за Барбара фон Хелфенщайн-Визенщайг (* 25 май 1534; † 22 септември 1573), дъщеря на граф Улрих X фон Хелфенщайн († 1548) и Катарина фон Зоненберг(† 1563), те имат три сина (Рудолф, Карл Лудвиг фон Зулц, и Кристоф)
- Маргарета († 21 май 1568), омъжена за Айтелфриц фон Лупфен ландграф фон Щюлинген († сл. 12 юли 1567)
- Амалия
- Пракседис